# گئورگی پاروانف
گئورگی سدفچوف پاروانف (بلغاری: Георги Седефчов Първанов؛ زاده ۲۸ ژوئن ۱۹۵۷) یک سیاست‌مدار اهل بلغارستان است.